# Whole Science Fiction Index
Der Whole Science Fiction Index war ein in den 1980er Jahren gestartetes Projekt einer umfassenden Bibliografie der Science-Fiction-Literatur. Sie sollte nicht nur Werktitel und Ausgaben nachweisen, sondern auch in Zeitschriften und Sammelwerken enthaltene Erzählungen etc. und hätte somit vom Umfang her der heutigen Internet Speculative Fiction Database entsprochen. Initiator und Betreiber des Projekts war der amerikanische Science-Fiction-Fan Kurt Baty. Er begann damit, eine Datenbank aufzubauen, wobei er das Reflex Plus-RDBMS der Firma Borland verwendete, das auf einem Macintosh-Computer lief. Ab Frühjahr 1988 veröffentlichte er dann in Loseblatt-Form Auszüge aus dieser Datenbank unter dem Titel The Whole Science Fiction Data Base Quarterly mit einem Umfang von jeweils etwa 100 bis 200 Seiten. Bis Winter 1989 erschienen 8 Nummern des Quarterly. Es stellte sich dann heraus, dass die inzwischen erreichte Größe der Datenbank die Software überforderte. Das Reflex Plus-Produkt wurde nicht mehr unterstützt und es gelang Baty nicht, die Daten auf eine andere Software und Hardware zu migrieren. Der Whole Science Fiction Index war eines der ersten Projekte seiner Art und von Umfang und Ambition in einer Zeit Jahre vor der Entstehung des Internet und der damit verbundenen Möglichkeiten kollaborativen Arbeitens an großen Datenbank-Projekten einzigartig.